# 本動速度
本動速度或本動運動是指物體相對於靜止參考系的速度，通常這個參考系是平均速度為零的物體。

## 星系天文學
在星系天文學，本動速度是指一個物體（通常是恆星）相對於靜止參考系之星系的運動。
本地的天體通常以自行和徑向速度相關聯，經由向量加法組合，以獲得相對於太陽的運動。本地天體的速度有時是根據本地靜止標準（(LSR，local standard of rest )，這是星系中物質的本地平均運動，而不是太陽的靜止參考系。在LSR和日新靜止參考系之間的轉換需要計算太陽在LSR中的本動速度
。

## 宇宙論
在物理宇宙學，本動速度 (或本動速度) 這個術語，指的是哈伯定律無法解釋或消除的星系退行速度的成份。
根據哈伯和許多天文學家的驗證，星系相對於我們的退行速度與它的距離成正比。速度和距離的關係確實不受其它因素的影響。
在可觀測的空間，星系的分布是不均勻的，但是通常會以少至數個至多達數千個不等的數量，組合成星系團。所有臨近的星系之間都有引力的影響，而星系原本的是隨機的，向速任何方向都可以超過1,000公里/秒。這些會在哈伯定律原本期望的徑向速度中被添加或扣除。
這主要的影響就是，在確定一個單一星系的距離時，必須假設可能出現的誤差。這個誤差會隨著距離的增加，而相對於總速度變得較小。
一個更精確的估計是測量出一批星系的平均速度：本動速度，假設是隨機的，將可以互相消除，而使測量的結果更為精確。